# 新波尔泰里尼亚
新波尔泰里尼亚是巴西米纳斯吉拉斯州的一个市镇。总面积121.017平方公里，总人口7358人，人口密度60.8人/平方公里。